# Conicità
La conicità è una grandezza adimensionale che esprime il rapporto fra la differenza dei diametri di due sezioni di un cono e la distanza assiale che intercorre fra le stesse, espressa dalla relazione:
| Designazione | Applicazioni                                       |
| ------------ | -------------------------------------------------- |
| 1:50         | Spine coniche                                      |
| 1:30         | Coni per fissaggio utensili                        |
| 1:15         | Aste di stantuffo                                  |
| 1:10         | Coni di calettamento Boccole registrabili          |
| 1:5          | Innesti a frizione                                 |
| 1:3          | Coni di ritegno per molle di valvole               |
|              |                                                    |
| 60°          | Raccordi leggeri                                   |
| 75°          | Fori di centro                                     |
| 90°          | Sedi di valvole Fori di centro                     |
| 120°         | Svasature e smussi di protezione delle filettature |

{\displaystyle C={D-d \over L}=2tg{\alpha  \over 2}}.
Ad esempio una conicità C pari a 1:20 significa che, per una distanza assiale di 20 millimetri tra due sezioni, i diametri maggiore (D) e minore (d) differiranno di 1 millimetro.
La conicità viene spesso indicata in percentuale, ovvero considerata rispetto ad una distanza L pari a 100 mm. Nell'esempio precedente, si ha una variazione di diametro di 5 millimetri su una distanza assiale di 100 millimetri tra le sezioni, per cui la conicità percentuale è del 5%.   
Le conicità sono perciò grandezze adimensionali. 
La conicità non deve essere confusa con l'inclinazione, altra grandezza adimensionale che esprime il rapporto tra la differenza di due lunghezze perpendicolari ad una data direzione e la distanza tra le posizioni in corrispondenza alle quali sono situate le perpendicolari, espressa dalla seguente relazione:
{\displaystyle I={H-h \over L}=tg{\beta }}.